# Форт Святого Миколая
Форт Святого Миколая — форт, розташований на острові Родос, побудований лицарями-хрестоносцями для захисту міської гавані.

## Історія
До 1460 року на місці форту існувала лише церква Святого Миколая. Форт побудований Великим магістром Цакостою приблизно в 1464-1467 роках, має висоту 6 метрів над рівнем моря та башту площею 25 кв.м. (початкова площа складала близько 17 кв. м.). Після турецької облоги 1480 року та землетрусу 1481 року форт був відновлений Великим магістром ордену П'єром Д'Обюссоном, який також зміцнив його доповнивши захисним бастіоном. З 1675 року на даху форту встановлений маяк, який був модернізований в 1863 році. Італійські війська використовували форт для  оборони гавані під час Другої світової війни. З 1998 року розпочались роботи з відновлення форту.

## Див також
- Бурдзі;
- Родоський замок;
- Укріплення Родосу.